# Fenegrò

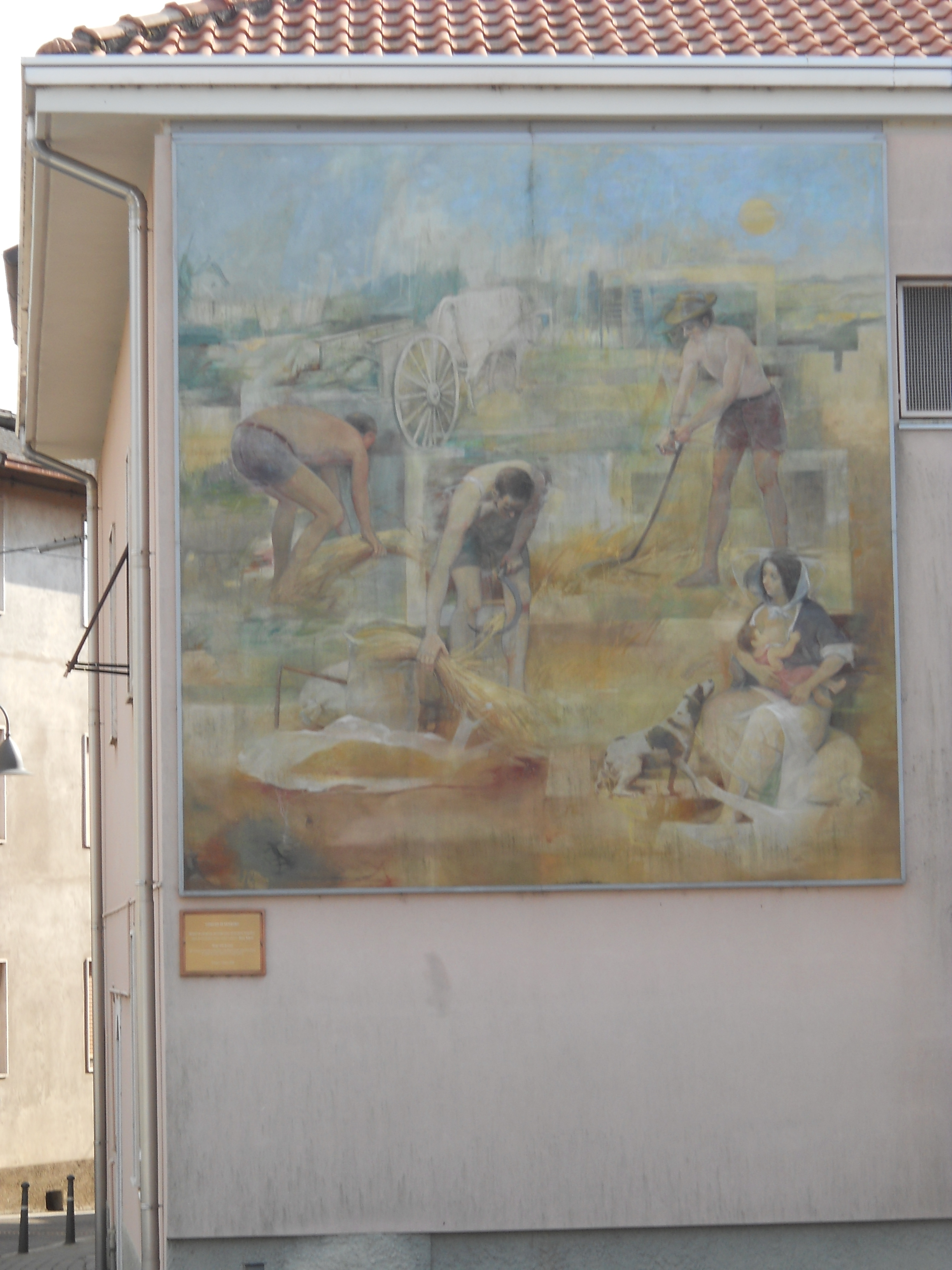
Murale di Mario Bogani in piazza Caduti Fenegrolesi

Fenegrò (Fenegroo in dialetto comasco, AFI: /feneˈɡroː/) è un comune italiano di 3 274 abitanti della provincia di Como in Lombardia.

## Origini del nome
Da diversi secoli si fanno ipotesi, usando molto la fantasia, a proposito dell'origine del nome. Per molto tempo, l'origine più accreditata era dall'espressione latina Finis Agrorum "confine dei campi", oppure "fine dei campi (coltivati)", poiché Fenegrò si trova ai margini settentrionali della pianura padana, là dove il terreno, da pianeggiante, inizia a farsi collinare. Secondo quest'ipotesi, Fenegrò avrebbe dunque indicato un abitato posto al limitare dell'area coltivata e quindi pianeggiante, a ridosso delle colline.
Il primo documento conosciuto che ricorda il paese risale al secolo X, e anche quelli immediatamente successivi sono concordi nello scrivere Fenegrao, Fenegroe, oppure nel latinizzarlo in Fenegrolium. Significa che 1000 anni or sono il paese si chiamava già Fenegrò, perché l'aggiunta di un'altra vocale finale, come la "a" di Fenegrao, era solo un artificio per spostare in fondo l'accento, che allora non si usava annotare.

## Geografia fisica
Fenegrò si trova nell'alta pianura agricola e urbanizzata lombarda, nell’Olgiatese comasco (bassa piana comasca).
Il centro storico si sviluppa attorno alla chiesa di Santa Maria Nascente, perno centrale dell'impianto cittadino. 
La roggia Mascazza taglia da nord a sud il territorio, perdendosi nei boschi della vicina Turate. 
A nord grandi tratti boschivi, mentre a sud il territorio è occupato da estesi campi.
Ai limiti dei confini sud Fenegrò è interessato dal passaggio di un breve tratto dell'Autostrada Pedemontana Lombarda.
Caratteristiche sono le cascine, presenti alle porte del paese: Cascina Vignola a ovest, Cascina Valmorana e Cascina Berina a nord e Cascina San Quirico a sud del centro abitato, per citarne le più importanti.

## Storia
Le origini dell'insediamento alla base del paese di Fenegrò risalgono probabilmente al I secolo d.C. come confermato da alcuni ritrovamenti archeologici emersi durante scavi compiuti nel 1836 e in epoche successive in terreni agricoli circostanti l'abitato. In quell'epoca vennero rinvenuti infatti vasi in cotto assieme a braccialetti bronzei, monete e suppellettili romani che oggi sono conservati nel museo di Gorla Minore.
Già dall'inizio del Medioevo, Fenegrò fece parte della Pieve di Appiano e quindi della Contea del Seprio, anche se il paese venne coinvolto solo relativamente dai continui scontri tra Como e Milano. Dal 956 inoltre i monaci del monastero milanese di San Simpliciano si dichiararono proprietari della locale chiesa dei Santi Quirico e Giulitta coi relativi benefici anche se la prima donazione ufficiale venne sottoscritta nel 1147 e confermata successivamente da papa Alessandro III nel 1188. Dal XII secolo è a ogni modo accertata la presenza di un castello fortificato di cui però in seguito si perdono le tracce. 
El locho da Fenagrò viene indicato dagli Statuti delle acque e delle strade del contado di Milano fatti nel 1346 tra le località a cui spetta la manutenzione della strada cosiddetta "da Bolà". 
Nel 1538 Fenegrò fu infeudato da Giacomo Antonio Carcano, che con un lascito testamentario lo passò alla famiglia degli Arconati, i quali esercitarono i diritti feudali sul comune fin oltre la metà del XVIII secolo. 
Sempre inserito nella stessa pieve fino alla fine del Settecento, nel 1751 il comune di Fenegrò si estendeva già ai cassinaggi di Vigola, San Quirico e Val Morana. 
Con l'introduzione dell'allevamento del baco da seta, nel Settecento vennero poste le prime basi per l'attività di tessitura che, soprattutto nell'Ottocento con la tessitura del conte Tondani, diede un forte rilancio all'economia del paese, precedentemente prevalentemente agricolo.
Un decreto di riorganizzazione amministrativa del Regno d'Italia napoleonico datato 1807 sancì l'annessione di Cirimido al comune di Fenegrò. La decisione fu tuttavia abrogata con la Restaurazione.

### Simboli
Lo stemma e il gonfalone sono stati approvati dal consiglio comunale del 27 gennaio 1967 e concessi con decreto del presidente della Repubblica del 27 giugno 1967.
La torre allude alla fortezza edificata in località Santa Maria Castello; le fronde, poste ai lati della torre, rievocano l'etimologia più accreditata del nome del paese, finis agrorum, "limite dei campi", perché da questi territori finivano i terreni coltivati per far posto alle grillaie, terreni sterili e incolti. Il capo d'azzurro con le stelle e il giglio è probabilmente un omaggio ai santi Quirico e Giulitta, cui è dedicata la chiesa parrocchiale, e alla Madonna.
Il gonfalone è un drappo partito di bianco e di rosso.

## Monumenti e luoghi d'interesse

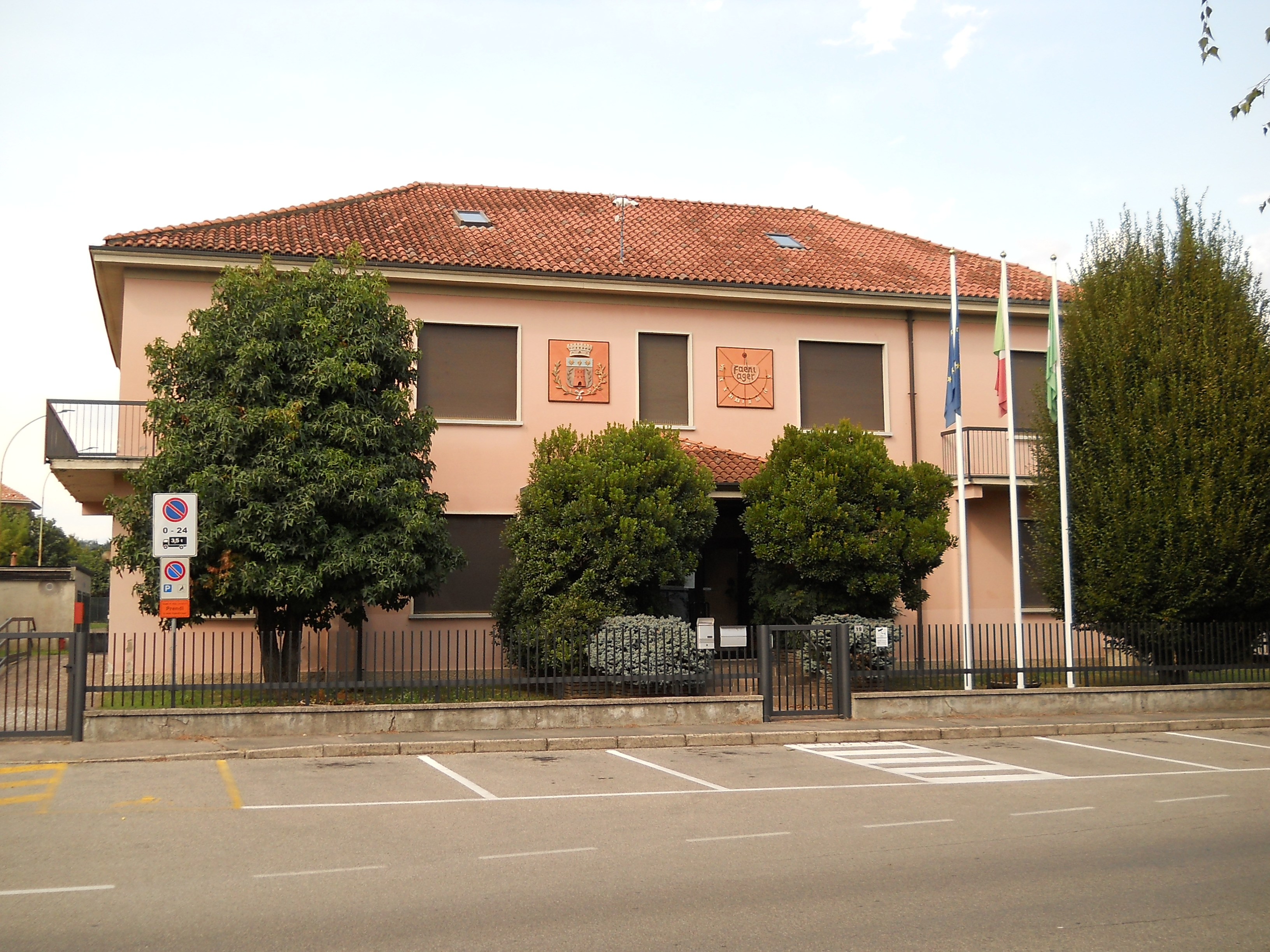
Municipio di Fenegrò

### Architetture civili
- Municipio
- Murale di Mario Bogani,[11] sito in principio di via Roma
- Piazza Giovanni Piatti

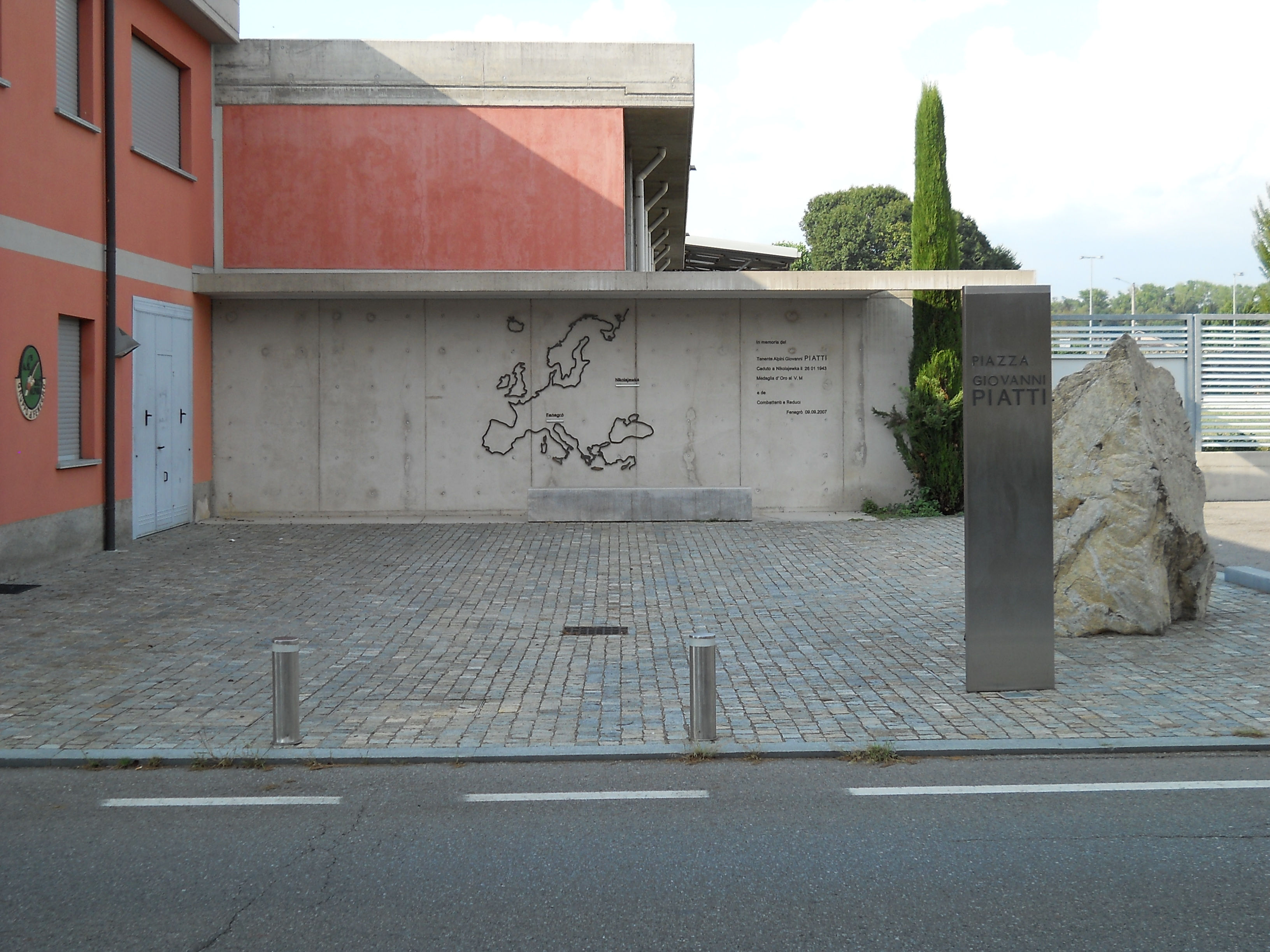
Piazza Giovanni Piatti

- Pozzo di via Indipendenza (detta via ümida, poiché è una via molto stretta, circondata da case, nella quale i raggi solari faticano ad arrivare)
- Monumento ai Caduti e piazza dei Caduti fenegrolesi
- Ex-cinema
- Centro polifunzionale (vecchia sede della cooperativa di consumo)
- Torre del vecchio acquedotto
- Complesso industriale ex-Tondani

### Architetture religiose

#### Chiesa parrocchiale di Santa Maria Nascente
Le prime notizie relative alla chiesa di Fenegrò risalgono alla fine del XIII secolo, quando essa è citata nel Liber Notitiae Sanctorum Mediolani di Goffredo da Bussero, anche se ben poco attualmente si è conservato della struttura medievale di probabile stile romanico. La chiesa è infatti stata ricostruita completamente tra il 1756 e il 1761 quando ne venne modificato l'orientamento iniziale.
All'interno la chiesa conserva alcuni dipinti di Filippo Comerio oltre a una pregevole fonte battesimale in legno del Seicento e una statua lignea della Madonna della cintura risalente al medesimo periodo.
La festa patronale, in onore di Santa Maria Nascente, viene festeggiata la seconda domenica del mese di settembre.
Il campanile, alto 41 metri, è del 1948. Ospita un concerto di sei campane in SI naturale, tendente al grave, fuse dalla ditta Ottolina di Seregno nel 1948.

### Altre chiese
Sul territorio fenegrolese sono altresì presenti:
- la chiesa di S. Giovanni Battista, edificata negli anni 1727-1728[13];
- la chiesa dei SS. Quirico e Giulitta, detta anche di San Quirico, attestata nel 1798[14] ma di proprietà di un monastero benedettino ben più antico, il quale nel XV secolo fu trasformato in commeda secolare in mano ai Visconti.[4]

Nei boschi a nord del paese è presente una piccola cappella dedicata alla Madonna di Pompei. In via San Rocco è presente un'edicola votiva dedicata all'omonimo santo.

## Società

### Evoluzione demografica
- 668 ab. nel 1751[5]
- 749 ab. nel 1771[6]
- 740 ab. nel 1799[7]
- 724 ab. nel 1805[7]
- 1 232 ab. nel 1809 compreso Cirimido[7]
- 1 424 ab. nel 1853[15]
- 1 531 ab. nel 1859[16]

Abitanti censiti

### Tradizioni e folclore

#### Il Palio
Nel 1954 si tenne la prima edizione di questo evento, il più antico della provincia di Como; tuttavia le informazioni che si hanno sul suo svolgimento appaiono lacunose, per tal motivo essa non è conteggiata nell'albo d'oro ufficiale.
Concepito come un esperimento, fu presto abbandonato per ritornare ai tradizionali festeggiamenti. Questo almeno fino all'estate del 1976, quando un gruppo di ragazzi tentò di riproporlo organizzando una sfilata in costume medievale e dei giochi tra le cinque contrade, delle quali vennero per la prima volta ufficialmente delineati i confini.
A incrementare il prestigio della manifestazione contribuì la realizzazione di un nuovo gonfalone, premio per la contrada vincitrice, disegnato a mano dal noto maestro fenegrolese Mario Bogani.
Ciò che si presentava solamente come una novità atta a movimentare la festa patronale, col passare degli anni aumentò sempre più la sua portata superando ogni attesa e portando persino alla nascita del celebre Palio del Baradello (1981).
Parallelamente alla manifestazione, nacquero, come appendice dell'omonima contrada, gli “Sbandieratori San Rocco”, che grazie alla straordinaria dedizione e cura dei dettagli suscitarono presto l’interesse dell'Ente Provinciale del Turismo e parteciparono a numerosi festival folkloristici europei.
Alterne vicende, legate alla difficoltà – per un paese così piccolo – di mantenere un ampio gruppo di persone che si occupi dell'organizzazione del Palio, hanno comportato l'impossibilità di garantire ogni anno lo svolgimento della manifestazione.
Le cinque contrade, che in ogni manifestazione si contendono il Palio, sono: Montagna, Moro, San Giovanni, San Quirico, San Rocco.

## Cultura
Presso i locali del Municipio si trova un museo permanente di una collezione di opere del maestro Mario Bogani.

## Amministrazione
| Periodo        | Periodo        | Primo cittadino  | Partito      | Carica  | Note   |
| -------------- | -------------- | ---------------- | ------------ | ------- | ------ |
| 23 aprile 1995 | 12 giugno 1999 | Castelli Mario   | Centro       | Sindaco | [ 20 ] |
| 13 giugno 1999 | 12 giugno 2004 | Bassi Luca       | lista civica | Sindaco | [ 20 ] |
| 12 giugno 2004 | 7 giugno 2009  | Saibene Giuseppe | lista civica | Sindaco | [ 20 ] |
| 7 giugno 2009  | 25 maggio 2014 | Saibene Giuseppe | lista civica | Sindaco | [ 20 ] |
| 25 maggio 2014 | 26 maggio 2019 | Canobbio Claudio | lista civica | Sindaco | [ 20 ] |
| 26 maggio 2019 | 9 giugno 2024  | Canobbio Claudio | lista civica | Sindaco | [ 20 ] |
| 9 giugno 2024  | in carica      | Canobbio Claudio | lista civica | Sindaco | [ 20 ] |

## Sport

### Calcio
La principale squadra di calcio è la Polisportiva Fenegrò 1981 Calcio che milita nel girone A lombardo dell'Eccellenza. I colori sociali sono il grigio e il blu. È nata nel 1981 ed è stata rifondata nel 2001.

### Annotazioni
1. ↑  Per il dialetto comasco, si utilizza l'ortografia ticinese, introdotta a partire dal 1969 dall'associazione culturale "Famiglia Comasca" nei vocabolari, nei documenti e nella produzione letteraria.

### Fonti
1. 1 2   Bilancio demografico mensile anno 2025 (dati provvisori), su demo.istat.it, ISTAT.
2. ↑   Classificazione sismica (XLS), su rischi.protezionecivile.gov.it.
3. ↑   Tabella dei gradi/giorno dei Comuni italiani raggruppati per Regione e Provincia (PDF), in Legge 26 agosto 1993, n. 412, allegato A, Agenzia nazionale per le nuove tecnologie, l'energia e lo sviluppo economico sostenibile, 1º marzo 2011,  p. 151. URL consultato il 25 aprile 2012 (archiviato dall'url originale il 1º gennaio 2017).
4. 1 2 3 4  Borghese, p. 221.
5. 1 2 3 4   Comune di Fenegrò, sec. XIV - 1757, su Istituzioni storiche – Lombardia Beni Culturali. URL consultato il 3 maggio 2020.
6. 1 2   Comune di Fenegrò, 1757 - 1797, su Istituzioni storiche – Lombardia Beni Culturali. URL consultato il 3 maggio 2020.
7. 1 2 3 4   Comune di Fenegrò, 1798 - 1815, su Istituzioni storiche – Lombardia Beni Culturali. URL consultato il 3 maggio 2020.
8. ↑   Comune di Cirimido, 1816 - 1859, su Istituzioni storiche – Lombardia Beni Culturali. URL consultato il 3 maggio 2020.
9. ↑   Fenegrò, decreto 1967-06-27 DPR, concessione di stemma e gonfalone, su Archivio Centrale dello Stato. URL consultato il 30 ottobre 2022.
10. ↑   Fenegrò, su Stemmi dei Comuni della Provincia di Como.
11. ↑   Il sacro e l'umano nell'arte, su Mario Bogani, 11 gennaio 2017. URL consultato il 30 gennaio 2025.
12. ↑   Chiesa di S. Maria Nascente - complesso, Piazza Santa Maria Nascente - Fenegrò (CO), su Architetture – Lombardia Beni Culturali. URL consultato il 3 maggio 2020.
13. ↑   Chiesa di S. Giovanni Battista, Via Roma - Fenegrò (CO), su Architetture – Lombardia Beni Culturali. URL consultato il 3 maggio 2020.
14. ↑   Chiesa di S. Quirico, Via San Quirico - Fenegrò (CO), su Architetture – Lombardia Beni Culturali. URL consultato il 3 maggio 2020.
15. ↑   Comune di Fenegrò, 1816 - 1859, su Istituzioni storiche – Lombardia Beni Culturali. URL consultato il 3 maggio 2020.
16. ↑   Comune di Fenegrò, 1859 - [1971], su Istituzioni storiche – Lombardia Beni Culturali. URL consultato il 3 maggio 2020.
17. ↑  Statistiche I.Stat ISTAT  URL consultato in data 28-12-2012.
Nota bene: il dato del 2021 si riferisce al dato del censimento permanente al 31 dicembre di quell'anno. Fonte:  Popolazione residente per territorio - serie storica, su esploradati.censimentopopolazione.istat.it.
18. ↑   Il Palio delle cinque contrade, in Sito ufficiale Associazione Palio, data di pubblicazione sconosciuta. URL consultato il 16 ottobre 2017 (archiviato dall'url originale il 16 ottobre 2017).
19. ↑   Mario Bogani, su Como - Lake Experience. URL consultato il 30 gennaio 2025.
20. 1 2 3 4 5 6 7   Anagrafe degli amministratori locali e regionali, su amministratori.interno.gov.it. URL consultato il 13 maggio 2023.